# 卡里克·琼斯
卡里克·琼斯（英語：Carlik Jones，1997年12月23日—）為美國男子籃球運動員，出生於俄亥俄州辛辛那提，2021年離開路易斯維爾大學，2023年4月效力風城公牛的琼斯獲選NBA G联盟MVP，2023年夏天代表南蘇丹征戰世界盃籃球賽。2023年11月1日，琼斯與中国男子篮球职业联赛浙江金牛完成簽約。
2024年7月15日，據報導琼斯與贝尔格莱德游击队簽下兩年合約，合約包含NBA逃脫條款，可於7月26日前執行。8月20日，贝尔格莱德游击队正式簽下琼斯。

## 外部連結
- 卡里克·琼斯在fiba.basketball（英语）
- 卡里克·琼斯在NBA（英语）
- 卡里克·琼斯在NBA G聯盟（英语）
- 卡里克·琼斯在亞得里亞海聯賽（英语）
- 卡里克·琼斯在Basketball-Reference.com（NBA）（英语）
- 卡里克·琼斯在Basketball-Reference.com（NBA G聯盟）（英语）
- 卡里克·琼斯在Basketball-Reference.com（國際）（英语）
- 卡里克·琼斯在Sports-Reference.com（NCAA）（英语）
- 卡里克·琼斯在Eurobasket.com（球員）（英语）
- 卡里克·琼斯在RealGM（英语）
- 卡里克·琼斯在Proballers（英语）
- 卡里克·琼斯在中国篮球数据库（新浪网）